# Komitat Vas
Komitat Vas (węg. Vas vármegye) – komitat na zachodzie Węgier, nad granicą z Austrią i Słowenią.
Komitat Vas leży w przeważającej części na Małej Nizinie Węgierskiej. Zachodnie granice komitatu sięgają przedgórza Alp (góry Kőszeg i wzgórza Órseg). Główną rzeką komitatu jest Raba z dopływami Sorok, Gyöngyös, Répce i Marcal.
Komitat Vas powstał jako jeden z pierwszych na Węgrzech. Po traktacie w Trianon zachodnia część komitatu przypadła Austrii (południowy Burgenland), a południowa – Jugosławii (Prekmurje).

## Podział administracyjny
Komitat dzieli się na 9 powiatów:
- Celldömölk
- Csepreg
- Körmend
- Kőszeg
- Őriszentpéter
- Sárvár
- Szentgotthárd
- Szombathely
- Vasvár

### Miasta komitatu
Miasta komitatu (liczba ludności według spisu z 2001):
| - Szombathely: 81 920 - Sárvár: 15 519 - Körmend: 12 802 - Celldömölk: 11 589 | - Kőszeg: 11 844 - Szentgotthárd: 9043 - Vasvár: 4699 | - Csepreg: 3546 - Répcelak: 2697 - Jánosháza: 2445 (2010) - Őriszentpéter: 1293 |